# محطة غراند سنترال

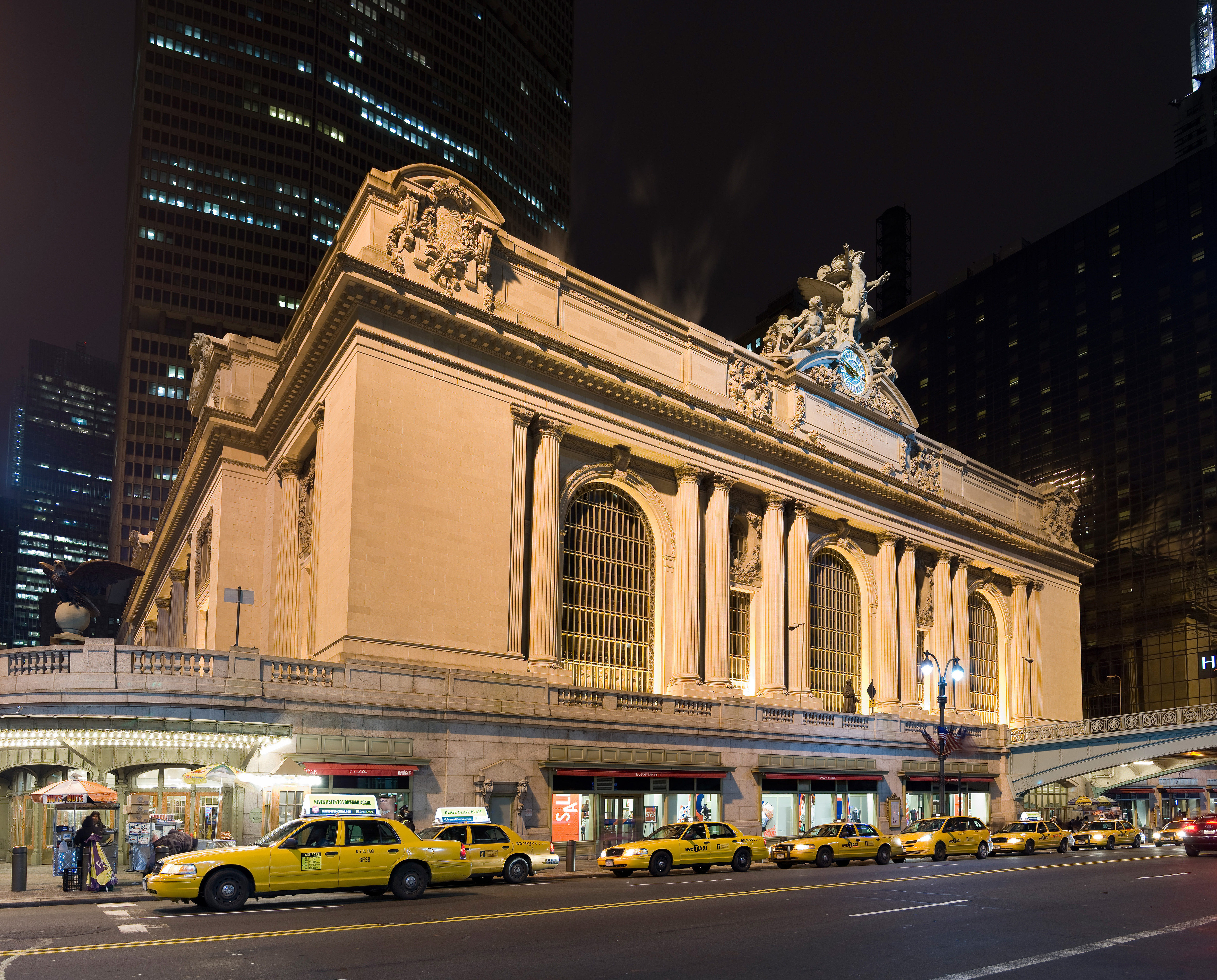
صور محطة غراند سنترال في اليل

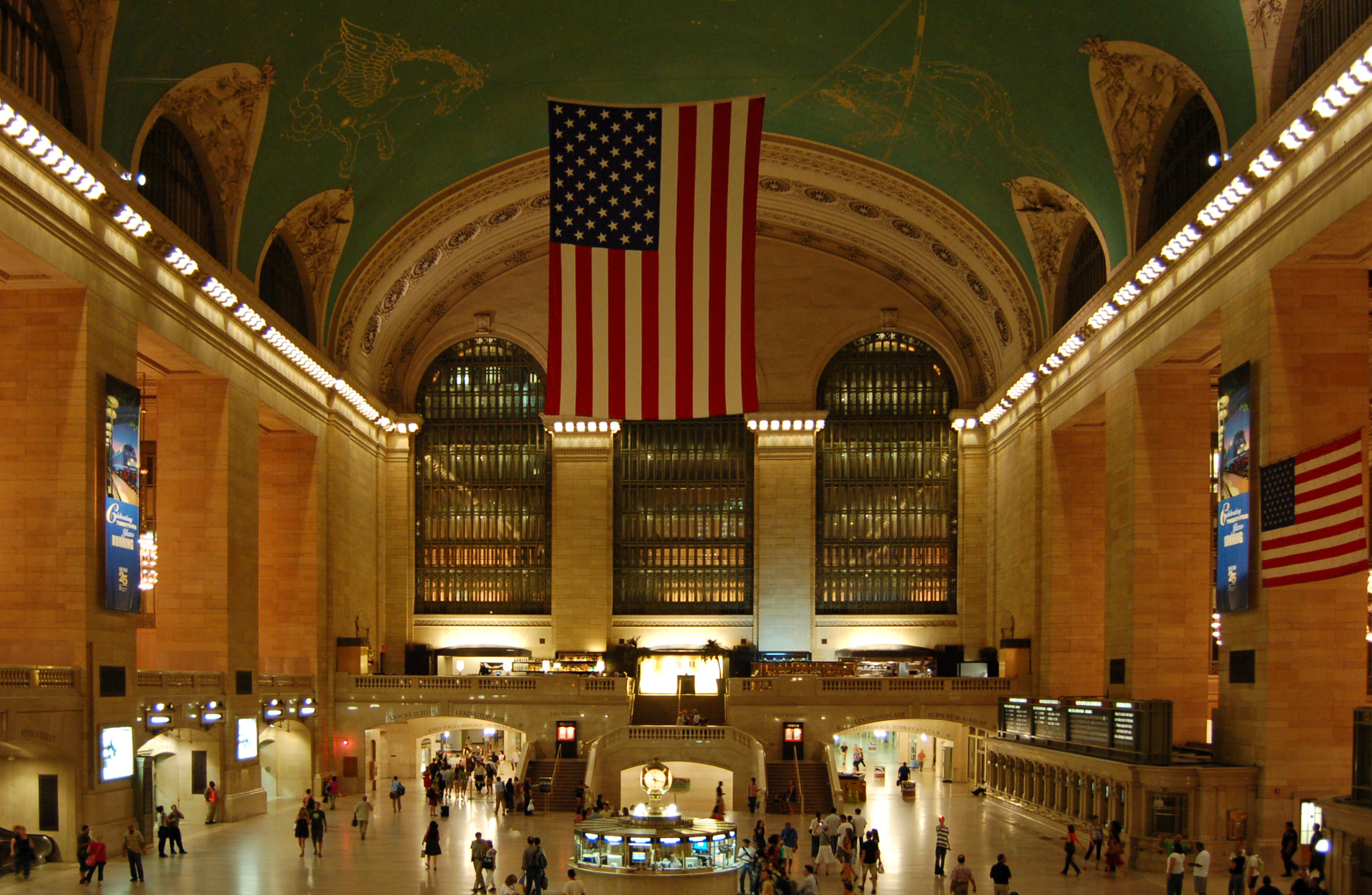
محطة غراند سنترال نيويورك

محطة غراند سنترال (Grand Central Terminal أو Grand Central Station) هي محطة قطار في وسط حي مانهاتن، بميدتاون بين شارع 42 وشارع بارك، بولاية نيويورك.
في الوقت الحاضر، تعتبر محطة لقطارات الركاب تديرها إم تي أي (عبر السكك الحديدية مترو ـ نورث)، التي تدير العديد من خطوط خدمة في محافظات ويستشستر، بوتنام ودوتشس في ولاية نيويورك وفيرفيلد ونيو هيفن في ولاية كونيتيكت.
تعتبر كذلك محطة مترو رئيسية، حيث نجد مراسلات بين خطوط 4 و 5 و 6 و 7.